# Pokój w Nystad
Pokój w Nystad (ros. Ништадтский мирный договор, szw. Freden i Nystad) – traktat pokojowy zawarty przez Szwecję i Carstwo Rosyjskie 10 września (30 sierpnia wg kalendarza juliańskiego) 1721 w Uusikaupunki (szw. Nystad) na zachodnim wybrzeżu Finlandii. Zakończył on III wojnę północną.

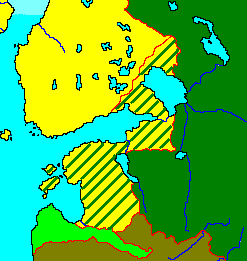
Tereny przyłączone do Rosji po pokoju w Nystad

Wojna ta zakończyła się zwycięstwem armii rosyjskiej. Na mocy postanowień pokoju, Szwecja utraciła na rzecz Rosji: Ingrię, Karelię z miastem Wyborg, Estonię i Inflanty. Szwecja zobowiązana była również do wypłaty reparacji wojennych.
Wcześniej, na mocy innych traktatów zawartych w latach 1719–1720, Szwecja utraciła również na rzecz:
- Hanoweru: Księstwo Bremy;
- Prus: wschodnią część Pomorza Szwedzkiego ze Szczecinem i wyspą Uznam;
- Królestwa Danii i Norwegii: rejon Guovdageaidnu Kautokeino i Karasjok.

## Skutki
- Szwecja przestała być potęgą europejską, a stała się państwem o drugorzędnym znaczeniu.
- Rosja przez to otrzymała szerokie okno na świat poprzez dostęp do wybrzeży Bałtyku.
- Stała się (także dzięki reformom Piotra Wielkiego) w krótkim czasie największym mocarstwem w Europie na wschód od Łaby.
- Pokój w Nystad umożliwił oficjalną budowę i rozwój nowej stolicy państwa carów Petersburga, które to od 1703 roku było budowane dotychczas na okupowanym przez Rosjan terytorium szwedzkim.
- Saksonia pozostała formalnie w stanie wojny ze Szwecją do 1728, a Rzeczpospolita Obojga Narodów do 1732[1].